# Gordon Smallacombe
Gordon Smallacombe (* 10. Februar 1907; † 1957) war ein kanadischer Dreispringer.
Bei den British Empire Games 1930 in Hamilton siegte er mit seiner persönlichen Bestleistung von 14,76 m. Außerdem wurde er Fünfter im Weitsprung.
1929 wurde er Kanadischer Meister im Hochsprung, 1930 im Weitsprung und Dreisprung.